# ليونارد هوفستاتر
ليونارد هوفستاتر (بالإنجليزية: Leonard Hofstadter)‏ هي شخصية خيالية في المسلسل التلفزيوني نظرية الانفجار العظيم، والتي يقوم بدورها الممثل جوني غاليكي.
ليونارد هو عالم فيزياء تطبيقية، أصله من نيوجيرسي، يسكن في شقة مشتركة مع د. شيلدون كوبر. تأتي تسمية الشخصيتين على اسمي العالمين الحاصلين على جائزة نوبل روبرت هوفستاتر وليون كوبر.